# Marion Telva
Marion Telva (Saint Louis, Missouri, Estats Units d'Amèrica, 26 de desembre de 1897 - Norwalk, Connecticut, 23 d'octubre de 1962) fou una cantant d'òpera estatunidenca mezzosoprano capdavantera al Metropolitan Opera de Nova York al llarg d'una dècada.

## Biografia
Telva va néixer a Saint Louis, Missouri, el 26 de desembre de 1897. Els seus pares eren immigrants alemanys, Herman i Elsa Taucke. Marion prendria Telva com a cognom artístic. Va estudiar amb la soprano alemanya Lilli Lehmann.
Al principi de la seva carrera, Telva va cantar amb l'Orquestra Simfònica de Saint Louis. Es va traslladar a Nova York el 1918 i va cantar a les esglésies i sinagogues locals abans de ser contractada pel Metropolitan Opera. Va debutar amb aquesta companyia el 1920 en l'òpera Manon Lescaut de Gioacomo Puccini. Va cantar molts papers com a mezzosoprano líder de la companyia fins al 1931. Entre els seus papers habituals va cantar els de Brangäne a Tristan und Isolde de Richard Wagner i Mary en Der fliegende Holländer del mateix compositor, a més de Lola en Cavalleria Rusticana de Pietro Mascagni. També va cantar altres papers, com ara la Princesa d'Èboli a Don Carlos de Verdi (1920–21) i Azucena en Il trovatore del mateix compositor (1923-24).
Telva és probablement coneguda sobre tot pel seu paper com a Adalgisa de Norma de Vincenzo Bellini que la companyia del Metropolitan va posar en escena en la temporada 1927-28. Telva va passar part de l'estiu, abans de al representació de Norma, estudiant l'òpera amb la soprano Rosa Ponselle, que cantaria el paper titular, i amb Tullio Serafin, llavors un dels directors musicals de la companyia. Un altre paper recordat és la seva aparició com a Mrs. Deane a l'estrena de Peter Ibbetson de Deems Taylor el 1931.
El 1930 es va casar amb Elmer Ray Jones, president de Wells Fargo, que va morir el 1961. Jones va construir un hotel a Taxco de Alarcón, Mèxic, i el va nomenar Rancho Telva en honor de la seva esposa.
Malgrat que Telva es va retirar al final de la temporada 1930-31, va fer una altra aparició al Metropolitan Opera durant la temporada 1932-33, en un concert especial. En la dècada de 1930, va acceptar alguns compromisos especials, com ara cantar la Missa Solemnis de Beethoven amb la Filharmònica de Nova York (1935).
El 23 d'octubre de 1962, va morir a Norwalk, Connecticut. Havia viscut tres dècades en Silvermine, una comunitat propera a Norwalk.